# ویتری سول ماره
ویتری سول ماره (به ایتالیایی: Vietri sul Mare) یک کومونه در ایتالیا است که در استان سالرنو واقع شده‌است. ویتری سول ماره ۸ کیلومتر مربع مساحت و ۸٬۳۶۵ نفر جمعیت دارد و ۸۰ متر بالاتر از سطح دریا واقع شده‌است.